# ۱۸۱۴
۱۸۱۴ (میلادی) هزار و هشتصد  و چهاردهمین سال تقویم میلادی است.

## رویدادها
فروپاشی امپراتوری اول فرانسه.

## زادگان
- ۳۰ مه - میخائیل باکونین، آنارشیست روسی
- ۱۹ ژوئیه - ساموئل کلت، اسلحه‌ساز آمریکایی
- ۴ اکتبر - ژان فرانسوا میله، نقاش فرانسوی
- ۶ نوامبر - آدولف ساکس، مخترع و سازندهٔ ساز بلژیکی
- ۸ اوت – استر هوبارت موریس، قاضی آمریکایی (د. ۱۹۰۲)
- ۱۳ اوت – آندرش یوناس انگستروم، فیزیک‌دان و ستاره‌شناس سوئدی (د. ۱۸۷۴)
- ۲۷ سپتامبر – دانیل کیرکوود، ستاره‌شناس آمریکایی (د. ۱۸۹۵)
- ۱۵ اکتبر – میخائیل لرمونتوف، هنرمند، نویسنده، شاعر، و نقاش روس (د. ۱۸۴۱)
- ۱۳ نوامبر – ژوزف هوکر، افسر آمریکایی (د. ۱۸۷۹)

## درگذشتگان
- ۲۹ مه - ژوزفین بوهارنه، امپراتریس فرانسه
- ۱۲ ژوئیه – ویلیام هاو، سیاست‌مدار بریتانیایی
- ۳۱ اوت – آرتور فیلیپ، سیاست‌مدار بریتانیایی (ز. ۱۷۳۸)
- ۲۳ نوامبر – البریج جری، سیاست‌مدار آمریکایی (ز. ۱۷۴۴)
- ۲ دسامبر – مارکی دو ساد، نویسنده فرانسوی (ز. ۱۷۴۰)